# حزب العمل الإيراني (العاصفة)
حزب العمل الإيراني (العاصفة) (بالفارسية: حزب کار ایران (توفان))؛ هو حزب شيوعي تم نفي قيادته إلى ألمانيا. هو ضد الحكومة الإيرانية وهو عضو في المؤتمر الدولي للأحزاب والمنظمات الماركسية اللينينية (الوحدة والنضال).

## التاريخ
تأسس الحزب الأصلي في عام 1965 بعد انقسام داخل حزب توده بسبب مخاوف الإصلاح، وأطلق على نفسه اسم حزب توده الثوري. تم تغيير اسمه فيما بعد إلى المنظمة الماركسية اللينينية العاصفة. ساند جمهورية ألبانيا الاشتراكية الشعبية في أعقاب الانقسام الصيني الألباني.
حميد رضا شيتجار (المعروف باسم حميد بهماني) كان ممثل حزب العمل الإيراني في الثمانينيات. كان يقابل شخص يدعى علي أميزتاب من إيران لمدة عامين. في مايو 1987، تم استدراجه من منفاه في باريس للقاء الرجل في النمسا، وعُثر عليه مقتولًا بعد شهرين في شقة مهجورة في فيينا.

## روابط خارجية
- موقع إلكتروني